# Jan Tuczyński
Jan Tuczyński (ur. 22 grudnia 1918 w Ujściu Solnym koło Bochni, zm. 19 marca 2003 w Gdyni) – profesor zwyczajny, absolwent orientalistyki i filologii polskiej na Uniwersytecie Jagiellońskim, długoletni profesor Uniwersytetu Gdańskiego.
Był uznawany za jednego z najwybitniejszych znawców literatury młodopolskiej (zwłaszcza twórczości Jana Kasprowicza i Stanisława Przybyszewskiego). Zajmował się również tak zwaną mitologią młodopolską, związkami filozofii i literatury, recepcją Orientu w literaturze polskiej oraz literaturą marynistyczną.
Był założycielem kilku stowarzyszeń m.in. Towarzystwa Schopenhauerowskiego, Herderowskiego, Orientalistycznego i Przyjaciół Twórczości Kasprowicza.
Osiągnął mistrzostwo w prostocie. Posługiwał się prozą klarowną i jasną, przypominająca pod względem stylu dzieła wybitnych polskich filologów, jak np. Ignacego Chrzanowskiego, Stanisława Pigonia czy Juliana Krzyżanowskiego.

## Pochodzenie i młodość
Urodził się w Ujściu Solnym jako najmłodsze z siedmiorga dzieci Antoniego i Wandy. Dorastając w skromnych warunkach domowych, otrzymał wychowanie religijne i patriotyczne.
Przez wiele lat losy jego związane były z Niepołomicami, gdzie zamieszkała rodzina zrujnowana przez pierwszą wojnę światową. Tam ukończył szkołę powszechną, by wkrótce rozpocząć naukę w Gimnazjum im. Bartłomieja Nowodworskiego w Krakowie (matura 1939). W tym miejscu zetknął się z Franciszkiem Bielakiem, który był jego nauczycielem języka ojczystego i wychowawcą, a później wykładowcą Uniwersytetu Jagiellońskiego i wieloletnim sekretarzem Komisji Historii Literatury Polskiej Akademii Umiejętności. Właśnie ta wybitna postać rozbudziła w nim humanistyczne zainteresowania. Tak też się rozpoczęła wieloletnia znajomość Tuczyńskiego z Bielakiem, której ślad można odnaleźć w korespondencji.

## Lata 1939–1945
W pierwszych latach okupacji pracował w Żywieckiej Fabryce Solali jako robotnik nocny przy produkcji tektury drzewnej. Pośród tysięcy książek zwożonymi na przemiał przez Niemców, z okupowanych krajów, znalazł dzieło Rabindranatha Tagore Sadhana, Szept duszy, Zbłąkane ptaki – w tłumaczeniu Jerzego Bandrowskiego, pochodzące z biblioteki Piotra Skargi, opatrzone numerem 1725. Wspomnienie tego wydarzenia odnajdujemy w napisanej później autobiografii.
Ta apostolska księga, znaleziona na śmietniku cywilizacji europejskiej/…/ skierowała moje myśli ku Indiom,/…/ stała się dla mnie gwiazdą świecącą w ponurych mrokach wojny, zapaliła zamiłowanie do zgłębienia ideałów narodu indyjskiego, zwróciła uwagę na /…/ paralele z kulturą polską.
Od tego momentu zaczyna się jego przygoda z Orientem, bez którego, jak później przyznał, nie mógłby chyba żyć.
Z powodu odrzucenia volkslisty został wywieziony za karę na karne roboty do huty Andreas w Niemczech. Uciekł stamtąd do Generalnej Guberni. Pod koniec 1942 roku podjął pracę przy transporcie drewna w nadleśnictwie Rymanów.

## Studia magisterskie
Immatykulowany 19 kwietnia 1945 roku na Wydziale Filozoficznym (sekcja polonistyki), dzięki finansowej pomocy braci, rozpoczął studia polonistyczne i orientalistyczne na Uniwersytecie Jagiellońskim w Krakowie. Zetknął się tam z wybitnymi uczonymi. Pod ich wpływem kształtowała się jego osobowość naukowa i pisarska. W indeksie Tuczyńskiego znajdujemy wysokie oceny z podpisami wybitnych uczonych: Romana Ingardena, Zenona Klemensiewicza, Wincentego Lutosławskiego, Kazimierza Moszyńskiego, Kazimierza Nitscha, Stanisława Pigonia, Stanisława Rosponda, Stanisława Urbańczyka, Heleny Willman-Grabowskiej, Kazimierza Wyki.
Miał szczęście zaznać, jak sam wspominał, znakomitej szkoły humanistyki polskiej, być słuchaczem i mieć możliwość bliskiego obcowania z najjaśniejszymi perłami polskiego środowiska intelektualnego.
W grudniu 1950 roku uzyskał stopień magistra w zakresie filologii orientalnej na podstawie pracy Epitet w poemacie „Nalopākhyānam”, pisanej na seminarium prof. Willman-Grabowskiej.
W takich okolicznościach zrodziła się u niego myśl komparatystycznego ujęcia literatury polskiego modernizmu. Jan Tuczyński tak o tych wydarzeniach pisał:
Byłem drugim obok Jana Szczepańskiego studentem w katedrze Heleny Willman Grabowskiej. Wielka uczona zwróciła mi uwagę na powinowactwa indyjskie w twórczości Jana Kasprowicza i na możliwość tych związków czy zależności w literaturze polskiej.
Zachęcany do pozostania na uczelni – nie przyjął jednak tej propozycji, ze względu zarówno na likwidację Katedry Filologii staroindyjskiej na UJ, jak i na sytuację rodzinną.

## Rozprawa doktorska
Po ukończeniu studiów aż do 1962 roku, pracował jako nauczyciel języka polskiego w szkołach ogólnokształcących i średnich zawodowych w Suchej, Węgierskiej Górce, Żywcu, Proszowicach i Olkuszu. Cieszył się szacunkiem i uznaniem swych przełożonych oraz uczniów, o czym świadczą zachowane do dziś opinie. Jednocześnie uczęszczał na seminarium prof. Kazimierza Wyki na UJ, pod którego kierunkiem napisał rozprawę doktorską Indianizm w literaturze polskiej. Obrona jej, uwieńczona oceną summa cum laude (z najwyższą chwałą), odbyła się 28 marca 1961 roku. Praca ta doczekała się w 1970 roku publikacji i stała się preludium do dalszych twórczych poszukiwań na tym polu.

## Czas Harendy
W okresie przygotowania doktoratu często przebywał na Harendzie w Zakopanem. Był to czas niezwykły dla poznania twórczości i biografii wieszcza polskiego południa, orędownika folkloru polskich gór, Jana Kasprowicza oraz atmosfery panującej w jego domu. Poznał tam żonę poety – Marię Kasprowiczową, jego córki – Janinę z Kasprowiczów Małaczyńską oraz Annę Kasprowicz-Jarocką wraz z jej mężem, wybitnym malarzem – Władysławem Jarockim.
W autobiografii wspominał:
Korzystając z gościnności Marii Kasprowiczowej, miałem okazję wniknąć w rozmaite problemy z życia i twórczości autora „Księgi ubogich”…Te pobyty na Harendzie zbliżyły mnie osobiście do Kasprowicza, i usposobiły do ciągłego obcowania z tym wielkim poetą, i do studiów, do których należy wznowienie „Rocznika Kasprowiczowskiego” nr 3 z lat 1976-7, opracowanych pod moją redakcją oraz przygotowana monografia pt. „Kasprowicz – poeta i człowiek”.

## Działalność dydaktyczno-naukowa na Uniwersytecie Gdańskim
W 1962 roku przeniósł się na stałe na Wybrzeże i zamieszkał w Gdyni. W okresie od 1962 do 1970 roku pracował jako adiunkt w Katedrze Literatury Polskiej Wyższej Szkoły Pedagogicznej w Gdańsku, gdzie objął wykłady i ćwiczenia z modernizmu.
Po utworzeniu Uniwersytetu Gdańskiego, w latach 1970–1991, pracował w Zakładzie Historii Literatury Polskiej Instytutu Filologii Polskiej, prowadząc wykłady i seminaria z zakresu Młodej Polski. Jego wykłady, seminaria i ćwiczenia, odznaczające się dużą oryginalnością i wysokim poziomem naukowym, cieszyły się dużą popularnością wśród studentów, których potrafił pozyskać dla swojej działalności naukowej.
Zawodowo był jednocześnie związany z Wyższą Szkołą Pedagogiczną w Słupsku, gdzie pracował w latach 1974-1989.
1 marca 1972 został powołany na stanowisko docenta.

### Rozprawa habilitacyjna
Za radą Kazimierza Wyki podjął temat pracy habilitacyjnej Schopenhauer a Młoda Polska. 6 maja 1969 roku uzyskał stopień doktora habilitowanego na podstawie oceny ogólnego dorobku naukowego i przedłożonej rozprawy Schopenhauer a Młoda Polska, przyjętej przez Radę Wydziału Filologicznego UJ (wydanej w Gdańsku). Dwa lata później objął stanowisko etatowego docenta na Uniwersytecie Gdańskim.
Pisząc o swej książce Jan Tuczyński zaznaczał:
„Rozprawa Schopenhauer a Młoda Polska” poszerzyła i pogłębiła mój pogląd na problem europejskiej recepcji myśli i literatury indyjskiej, i dzięki tej rozprawie mogłem przystąpić do nowej redakcji maszynopisu książki pt. "Motywy indyjskie w liryce Jana Kasprowicza".
Praca ta została zrecenzowana w 1963 roku przez Juliana Krzyżanowskiego i Jana Jakubowskiego. Z tego właśnie maszynopisu pochodzą dwie rozprawy: Motywy indyjskie w liryce Jana Kasprowicza /Pamiętnik literacki 1971, z.3/ i druga Kasprowicz a Tagore /Księga Jubileuszowa ku czci Eugeniusza Słuszkiewicza, 1974/, które w tej ostatecznej redakcji weszły do monografii pt. Motywy indyjskie w literaturze polskiej /1980/.

### Nominacja na profesora nadzwyczajnego
1 kwietnia 1987 uzyskał tytuł naukowy profesora nadzwyczajnego. Artur Hutnikiewicz dokonując oceny dorobku krakowskiego habilitanta, pisał:
/.../ Jest wybitnym znawcą nowszej literatury polskiej, mającym swoje własne obszary zainteresowań, na których nie ma właściwie równorzednych sobie i równie kompetentnych współzawodników. Jest wciąż aktywny naukowo i po uzyskaniu docentury stale, wytrwale i twórczo pomnaża swoj dorobek badawczy. Rzadko się zdarza, by kandydat na profesora przedstawial jako argument na rzecz swoją dwie książki i wiele prac pomniejszych /.../

## Prace  interdyscyplinarne
W nauce o literaturze polskiej oraz komparatystyce zajmuje ważne miejsce jako badacz polskiego i europejskiego modernizmu, teoretyk i historyk literatury marynistycznej, wreszcie jako orientalista ukazujący związki piśmiennictwa polskiego z Orientem. Jego zainteresowania filologią indyjską oraz niemiecką myślą filozoficzną wykraczają daleko poza uprawianą przez niego dyscyplinę-filologię polską, co nadaje jego publikacjom charakter interdyscyplinarny.

### Studia nad Janem Kasprowiczem
Wśród prac na temat Młodej Polski szczególne miejsce przypada komparatystycznym studiom o Janie Kasprowiczu: Motywy indyjskie w liryce Kasprowicza (Pamiętnik Literacki 1971, z.3) oraz Kasprowicz i Tagore (w zb: Księga pamiątkowa ku czci Eugeniusza Słuszkiewicza. Warszawa 1974), a także ogłoszone w Roczniku Kasprowiczowskim artykuły będące oryginalną próbą interpretacji twórczości poety: Kasprowicz-poeta i człowiek (t.3: 1982), O „Księdze ubogich” Kasprowicza (t.4/5: 1985) oraz Czas i przestrzeń w liryce Kasprowicza (t.6: 1990).
Imponującym rezultatem studiów Tuczyńskiego nad autorem Księgi ubogich jest obszerne dzieło Kasprowicz. Pogłos wieczności (Bydgoszcz 1996, w którym podjął on własną koncepcję interpretacyjną, wskazując przede wszystkim na głębię filozoficzną myśli autora Hymnów, na jego związki z literaturą polską i obcą. Tuczyński potrafi przekonać czytelnika, że Kasprowicz to nie tylko wielki poeta swojej epoki, ale klasyk, którego stawiać trzeba w plejadzie takich mistrzów słowa, jak Kochanowski, Słowacki i Mickiewicz. Książka ta jest pracą naukową, lecz powstała z umiłowania poety i jego dzieła. Tuczyński umiejętnie i z niezwykły pietyzmem wydobył zarówno narodowe, jak i uniwersalne, ponadczasowe wartości pisarstwa Kasprowicza.
Echo tamtych poszukiwań stanowi opracowywana w ostatnich latach życia profesora monografia Mój świat.

### Marynistyka literacka
Osobną i nowatorską pod każdym względem część dorobku naukowego Jana Tuczyńskiego stanowią publikacje dotyczące marynistyki literackiej. Zainspirowany pracami Romana Pollaka i Bronisława Miazgowskiego, ogłosił, głównie w gdyńskiej Nautologii (w latach 1973-1988), kilkadziesiąt artykułów oraz wydał dwie książki: Od Gopła do Bałtyku. Rozprawy i szkice (Poznań 1975), w których nie tylko zawarł swoje oryginalne poglądy na utwory marynistyczne, ale sformułował precyzyjnie zbudowaną konstrukcję teoretyczną, wskazując na takie problemy, jak np. romantyczna wizja okrętu i jej dzieje w historii, funkcje morza w strukturze symbolicznego obrazowania czasu, realizm morski utworu.
Z prac marynistycznych gdańskiego profesora należy wymienić jeszcze dwa obszerne szkice: Żeromski a Bałtyk (Pomorze Gdańskie 1967, nr 4: Literatura i język) i Motywy morskie w „muzycznej interpretacji” liryki polskiej (w zb..: Marynistyka w muzyce. 3.Akademia Muzyczna im. Stanisława Moniuszki w Gdańsku. Prace Specjalne.28<1983>).
Nikt przed Tuczyńskim nie próbował tak wnikliwie sprecyzować i określić specyfikę marynistyki literackiej, a jego prace na ten temat mogą być podstawą do dalszych badań.
W zakresie upowszechniania kultury marynistycznej czy morskiej opublikował kilkanaście obszernych artykułów w czasopismach Wybrzeża, jak: Tygodnik Morski, Litery, Horyzont, Głos Wybrzeża, Czas, również w londyńskiej Kronice 1967 r. znalazła się na całej rozkładce rozprawa recenzyjna o książce B.Miazgowskiego, Morze w literaturze polskiej. Wspomnieć tu wypada o dużej ilości prelekcji wygłoszonych w miastach Wybrzeża: w Słupsku, Koszalinie, Kołobrzegu, Szczecinie, Ustce, Kamieniu Pomorskim, Gdyni i Gdańsku/ całe cykle odczytów/, Elblągu. Okazją do tych odczytów były najczęściej sesje popularno-naukowe i lokalne jubileusze czy uroczystości morskie. Temu upowszechnieniu czy wychowaniu morskiemu-jak mówił Żeromski-służą dwie antologie, oczekujące na wydawcę: Gdynia w zwierciadle literatury i Nowela morska. Obydwie poprzedzone odpowiednimi wstępami i zaopatrzone przystosowanym opracowaniem tekstu.
Zainteresowania marynistyczne Tuczyńskiego spowodowały, że od 1972 r. aż do śmierci był członkiem Polskiego Towarzystw Nautologicznego w Gdyni, wieloletnim przewodniczącym Komisji Kultury Marynistycznej, a w latach 1973-2000 członkiem kolegium redakcyjnego kwartalnika „Nautologia”, w którym ukazywały się systematycznie jego artykuły oraz recenzje, głównie na temat literatury i kultury marynistycznej.
Będąc od 1962 r. członkiem gdańskiego oddziału Towarzystwa Literackiego im. Adama Mickiewicza-także z tego tytułu wygłaszał różne odczyty.
W kadencji 1987–1989 był członkiem Komitetu Nauk o Literaturze Polskiej PAN i wkrótce został członkiem niemieckiego towarzystwa naukowego Schopenhauer-Gesellschaft we Frankfurcie nad Menem.

### Pozostałe prace
Oprócz wymienionych już tekstów o Kasprowiczu do tej grupy należą artykuły: Mickiewicz a mitologia indyjska (Przegląd Orientalistyczny 1968, nr 4), Indianizm w romantyzmie polskim (zb.: Wschód w literaturze polskiej. Red. J. Reychman. Wrocław 1970), Herder i „Śakuntala” (w: Johann Gottfried Herders humanistisches Denken und universale Wirkung, Gdańsk 1997), a także trzy książki: Schopenhauer a Młoda Polska (Gdańsk 1969; wyd. 2, uzupełn.: 1987), Motywy indyjskie w literaturze polskiej (Warszawa 1981) oraz Herder i herderyzm w Polsce (Gdańsk 1999).

## Organizator i popularyzator nauki
Jan Tuczyński był  redaktorem, organizatorem i popularyzatorem nauki.

### Rocznik Kasprowiczowski
Kilkuletnie kontakty Tuczyńskiego z Harendą i Marią Kasprowiczową oraz jego nie zanikające zainteresowanie życiem i twórczością autora Hymnów doprowadziły do utworzenia w Zakopanem Stowarzyszenie Przyjaciół Twórczości Jana Kasprowicza (1963). Wśród członkówzałożycieli znajdujemy nazwisko Tuczyńskiego, który w okresie 1964-1966 był sekretarzem pierwszego zarządu. W latach 1982–1990 gdański profesor współp racował z Muzeum im.Jana Kasprowicza w Inowrocławiu, organizując kilka sesji naukowych, na których wygłaszał referaty o poecie. Był także inicjatorem reaktywowania w Inowrocławiu Rocznika Kasprowiczowskeigo (którego pierwsze dwa tomy ukazały się w Poznaniu w latach 1936–1938) oraz jego współredaktorem (t. 4/5: 1985) i redaktorem naczelnym (t. 6: 1990).

### Działalność organizacyjna i odczytowa na polu orientalizmu
Prowadził aktywną działalność organizacyjną i odczytową dotyczącą orientalizmu. Wygłosił sporo odczytów z tej tematyki na uniwersytetach, zjazdach i sesjach Polskiego Towarzystwa Orientalistycznego, w Towarzystwie Przyjaźni Polsko-Indyjskiej w Warszawie, Krakowie, Wrocławie, Gdańsku.
W końcu też koło PTO udało mu się przekształcić na oddział gdański, którego początkowo był przewodniczącym (od maja 1970), później współprzewodniczącym zarządu oddziału (od maja 1979), a potem członkiem zarządu (od czerwca 1985).
Wtedy to odbyła się w Gdańsku wielka sesja naukowa pt. Orientalizm w literaturze polskiej, z udziałem prof. Słuszkiewicza, Reychmana. Machalskiego, Zajączkowskiego, dr Byrskiego i innych orientalistów. Efektem tej sesji była opublikowana w 1981 roku praca Tuczyńskiego pt. Orientalizm w literaturze polskiej.
Tak później wspominał:
Winienem tu zaznaczyć z pewną satysfakcją, że studia o recepcji myśli i literatury indyjskiej, początkowo ignorowane i niemile widziane doczekały się dziś prawdziwego uznania także w Indiach, których rząd zaprosił mnie na uniwersytet w New Delhi.
Jego liczne prelekcje na temat literatury i kultury Indii, wygłaszane z dużą kompetencją i swadą, nie tylko w Gdańsku, ale i kilkunastu innych miastach, wzbudzały zawsze ożywione dyskusje.

## Pełnione funkcje
- Sekretarz Pierwszego Zarządu Stowarzyszenia Przyjaciół Twórczości Jana Kasprowicza w Zakopanem
- Przewodniczący Koła Polskiego Towarzystwa Orientalistycznego w Gdańsku
- Wiceprzewodniczący Zarządu Koła Towarzystwa Orientalistycznego w Gdańsku
- Przewodniczący Komisji Kultury Marynistycznej
- Redaktor Rocznika Kasprowiczowskiego w Inowrocławiu, Muzeum Jana Kasprowicza
- Współredaktor Rocznika Kasprowiczowskiego w Inowrocławiu, Muzeum Jana Kasprowicza

## Członkostwo w stowarzyszeniach naukowych
- Polskie Towarzystwo Nautologiczne w Gdyni
- Kolegium Redakcyjne Kwartalnika Nautologia
- Gdański Oddział Towarzystwa Literackiego im. Adama Mickiewicza
- Komitet Nauk o Literaturze Polskiej PAN
- Towarzystwo Naukowe Schopenhauer-Gesellschaft we Frankfurcie nad Menem.
- Stowarzyszenie Przyjaciół Twórczości Jana Kasprowicza w Zakopanem
- Zarząd Oddziału Towarzystwa Orientalistycznego w Gdańsku

## Publikacje
- Od Gopła do Bałtyku: rozprawy i szkice z marynistyki młodej Polski, Wydawnictwo Morskie, Gdańsk 1966.
- Schopenhauer a Młoda Polska, Wydawnictwo Morskie, Gdańsk 1969.
- Marynistyka polska: studia i szkice, Wydawnictwo Poznańskie, Poznań 1975.
- Motywy indyjskie w literaturze polskiej, Wydawnictwo Naukowe PWN, Warszawa 1981.
- Kasprowicz: pogłos wieczności, Oficyna Wydawnicza Nirwana, 1996.
- Herder i Herderyzm w Polsce, Wydawnictwo Marpress, Gdańsk 1999.

## Nagrody
Za działalność naukową profesor Tuczyński otrzymywał kilkakrotnie nagrody rektorskie i dwukrotnie nagrodę Ministra Nauki i Szkolnictwa Wyższego. Odznaczono go m.in.:
Złotym Krzyżem Zasługi, Krzyżem Kawalerskim Orderu Odrodzenia Polski i złotą odznaką „Zasłużony Pracownik Morza”.